# Dorothea Köring
Dorothea Köring (ur. 11 lipca 1880 w Chemnitz, zm. 13 lutego 1945 w Dreźnie) – niemiecka tenisistka, mistrzyni olimpijska.
Nazywana również „Dorą”. Na igrzyskach olimpijskich w Sztokholmie w 1912 roku wywalczyła złoty medal w rywalizacji gry mieszanej na korcie otwartym w parze z Heinrichem Schomburgkiem. Na tych samych zawodach w turnieju singlowym pań na korcie otwartym zdobyła srebrny medal, przegrywając w finale z Marguerite Broquedis.
Zginęła w czasie bombardowania Drezna w lutym 1945.